# ミレーユ・ダルク
ミレーユ・ダルク（Mireille Darc、1938年5月15日 -  2017年8月28日）は、フランスの女優である。

## 人物・来歴
1938年5月15日、フランス、ヴァール県トゥーロンに生まれる。
トゥーロンのコンセルヴァトワールを卒業後、1959年、パリに出て、1960年、オノレ・ド・バルザックの『領主館』を原作としたテレビ映画『地獄の傍らで』でデビュー、同年、短篇映画でスクリーンデビューした。1965年、ジョルジュ・ロートネル監督の『恋するガリア』に主演し、マール・デル・プラタ国際映画祭主演女優賞を受賞、以降、ロートネル作品の常連となる。
1968年、ジャン・エルマン監督の『ジェフ』（1969年）の撮影で初めてアラン・ドロンと共演し、以降、公私ともにパートナーとなる。
1988年、『ソフィー/遅すぎた出逢い』で映画監督としてデビューした。
2006年、レジオンドヌール勲章シュヴァリエ章を、2009年、国家功労勲章コマンドゥール章をそれぞれ受章している。
2017年、パリの自宅で死去。

## フィルモグラフィ
| 公開年    | 邦題 原題                                               | 役名                         | 備考           |
| --------- | ------------------------------------------------------- | ---------------------------- | -------------- |
| 1961      | 何がなんでも首ったけ La bride sur le cou                | マリー＝ジャン               |                |
| 1965      | 大貴族 Les bons vivants                                 | エロイーズ                   |                |
| 1966      | 恋するガリア Galia                                      | ガリア                       |                |
| 1966      | 皆殺しのバラード Du rififi à Paname                     | リリー                       |                |
| 1966      | 海と女と泥棒と Zarabanda Bing Bing                      | ポリー                       |                |
| 1966      | 女王陛下のダイナマイト Ne nous fâchons pas              | エグランティーヌ・ミシャロン |                |
| 1966      | エヴァの恋人 À belles dents                             | エヴァ                       |                |
| 1967      | 太陽のサレーヌ La grande sauterelle                     | サレーヌ                     |                |
| 1967      | ブロンドの罠 La blonde de Pékin                         | クリスティーヌ・オルセン     |                |
| 1967      | 牝猫と現金 (げんなま) Fleur d'oseille                   | カトリーヌ                   |                |
| 1967      | ウイークエンド Week End                                 | コリンヌ・デュラン           |                |
| 1968      | 枯葉の街 Summit                                         |                              |                |
| 1969      | ジェフ Jeff                                             | エヴァ                       |                |
| 1969      | モンテカルロ・ラリー Monte Carlo or Bust!               | マリー＝クロード             |                |
| 1970      | ボルサリーノ Borsalino                                  | 娼婦                         | クレジットなし |
| 1970      | 栗色のマッドレー Madly                                  | アガサ                       |                |
| 1971      | 狼どもの報酬 Laisse aller... c'est une valse            | カーラ                       |                |
| 1974      | 愛人関係 Les seins de glace                             | ペギー                       |                |
| 1977      | プレステージ L'homme pressé                             |                              |                |
| 1977      | チェイサー Mort d'un pourri                             | フランソワーズ               |                |
| 1981      | 危険なささやき Pour la peau d'un flic                   |                              | カメオ出演     |
| 1988      | ソフィー/遅すぎた出逢い La barbare                      |                              | 監督・脚本     |
| 1998      | 女性弁護士マリオン La justice de Marion                 | マリオン                     | テレビ映画     |
| 2003      | ディープ シークレット ～殺人者の海～ Le bleu de l'océan | パトリシア                   | テレビシリーズ |
| 2003-2004 | アラン・ドロンの刑事フランク・リーヴァ Frank Riva       | クリスティーヌ・シンクレア   | テレビシリーズ |

## 註
1. ↑  “仏俳優のミレイユ・ダルクさん死去　「狼どもの報酬」”.   朝日新聞 (2017年8月29日). 2017年9月1日閲覧。
2. ↑  “Mireille Darc”. AlloCiné. 2009年7月29日閲覧。
3. 1 2 3  fr:Mireille Darc（17 mai 2009 à 19:07）の記述を参照。
4. ↑  “仏女優のＭ・ダルクさん死去　７９歳、アラン・ドロン氏と愛人関係”.   産経ニュース (2017年8月28日). 2019年12月20日閲覧。